# Ипсуичская ратуша
Ипсуичская ратуша (англ. Ipswich Town Hall) — здание II класса в городе Ипсуич в Англии, то есть здание, представляющее особый интерес и требующее всяческих усилий по его сохранению. Построено в 1866—1878 годах в викторианском стиле по проекту архитектурного бюро Беллами и Харди. На возведение ратуши и, прилегающей к ней, хлебной биржи было потрачено шестнадцать тысяч фунтов стерлингов. Здание открыто в 1878 году Джоном Паттерсоном Кобболдом, мэром города Ипсуич.
Ныне в нём располагаются две художественные галереи и театр. В Ипсуичской ратуше проводилась съёмка программы «Время вопроса» канала Би-би-си.
В октябре 1865 года мэрия города подписала контракт на строительство новой ратуши. Старая ратуша была разрушена. 18 апреля 1866 года состоялась церемония закладки фундамента нового здания. Все строительные работы были завершены в 1878 году, когда и состоялось торжественное открытие.
На фасаде ратуши находятся барельефные портреты короля Ричарда I Львиное Сердце, кардинала Томаса Уолси и короля Иоанна Безземельного. Король Ричард I собирался даровать Ипсуичу первый устав, но умер прежде, чем успел это сделать. Статус города Ипсуичу даровал король Иоанн Безземельный. Кардинал Томас Уолси является одним из самых известных людей, родившихся в этом городе. Фасад также украшен четырьмя каменными скульптурами, олицетворяющими собой торговлю, сельское хозяйство, закон и правосудие.
В верхней части здания на открытой каменной кладке находится фонарь. В маленькой башне на самом верху вначале находилась подсветка для башенных часов, расположенных под ней. Часы были произведены компанией, сделавшей Биг-Бен. Ныне в этой башне размещен колокол, который был вылит в 1867 году компанией «Джон Уорнер и сыновья» на заводе в Лондоне.
Здание Ипсуичской ратуши и хлебной биржи внесено в список зданий II класса в Англии Викторианским обществом, следящим за сохранением памятников в викторианском и эдвардианском стилях. Ранее на территории здания располагались: городское собрание, суд квартальных сессий, библиотека, комитет по выходу на пенсию, большой и малый суды присяжных, городской торговый офис, а в подвале — полицейский участок с семью камерами и парадной зоной, кухня для обслуживания персонала, кабинеты работников городского собрания, пожарное депо. Ныне в нём находится театр, две художественные галереи, магазин кофе и бар.